# مايكل براون (فلكي)
مايكل براون (بالإنجليزية: Michael E. Brown) هو عالم فلك أمريكي من مواليد 5 يونيو 1965 للميلاد. هو مكتشف كوكب .
حصل في العام 2002 للميلاد على جائزة هارولد يوري في علم الفلك لانجازاته الواسعة رغم عمره الصغير نسبياً.

## اللائحة
| اكتشاف 14 جرم وراء نبتوني | اكتشاف 14 جرم وراء نبتوني            |
| لائحة الاكتشافات من قبل مايكل براون | لائحة الاكتشافات من قبل مايكل براون  |
| تاريخ الاكتشاف | اسم الجرم                            |
| --- | ------------------------------------ |
| 4 يونيو 2002 | كواور[1]                             |
| 3 نوفمبر 2002 | (84719) 2002VR128[1]                 |
| 14 نوفمبر 2003 | سدنا 90377 [1][2]                    |
| 17 فبراير 2004 | الغول كوكب قزم [1][2]                |
| 17 مايو 2002 | (119951) 2002KK14[1]                 |
| 26 يوليو 2003 | (120178) 2003OP32 [1][2]             |
| 22 سبتمبر 2004 | (120347) 2004SB60 [3][4]             |
| 3 أكتوبر 2004 | (120348) 2004TY364 [1][2]            |
| 18 ديسمبر 2001 | (126154) 2001YH140[1]                |
| 20 ديسمبر 2001 | (126155) 2001YJ140 [1][5]            |
| 28 ديسمبر 2004 | هاوميا [1][2][6]                     |
| 31 مارس 2005 | ماكيماكي (كوكب قزم) [1][2]           |
| 8 يناير 2005 | (136199) Eris [1][2]                 |
| 10 سبتمبر 2005 | (136199) Eris I Dysnomia[7]          |
| 17 يوليو2007 | (225088) 2007OR10[2]                 |
| اكتشافات أخرى |                                      |
| 18 فبراير 2001 | قالب:Ill-WD2(87) Sylvia I Romulus[8] |
| 1 بمساعدة تشاد تروخيو 2 بمساعدة دافيد ربينويتز 3 بمساعدة Henry G. Roe 4 بمساعدة Kristina M. Barkume 5 بمساعدة Glenn Smith 6 حقوق الاكتشاف ذهبت إلى خوسيه لويس أورتيز مورينو 7 بمساعدة M. A. van Dam، A. H. Bouchez، D. Le Mignant 5 بمساعدة جان-لوك مارغوت |                                      |

## السيرة الذاتية

### دراسته
يعود اصل مايكل إلى مدينة هانتسفيل، ألاباما التي تخرج من مدرستها الثانوية عام 1983م حيث أتم دراسته في مدرسة غريسوم الثانوية. كما حصل على درجة البكالوريوس في الفيزياء من جامعة برنستون عام 1987 م.
بينما كان عضواً في نادي برج برينستون، أكمل دراساته العليا في جامعة كاليفورنيا، بركلي حيث حصل على درجة الماجستير في علم الفلك وذلك عام 1990 م وحصل على درجة الدكتوراه في علم الفلك عام 1994 م.

## روابط خارجية
- مايكل براون على موقع IMDb (الإنجليزية)
- مايكل براون على موقع ميوزك برينز (الإنجليزية)
- مايكل براون على موقع إن إن دي بي (الإنجليزية)
- مايكل براون على موقع قاعدة بيانات الفيلم (الإنجليزية)